# Naturschutzgebiet Wupper Osthang
Das Naturschutzgebiet Wupper Osthang liegt westlich des Wuppertaler Ortsteils Beyenburg und erstreckt sich mit einer Größe von 10 ha auf einem etwa 750 m langen Abschnitt eines steil nach Osten abfallenden Hanges zur Wupper, die hier ca. 25–30 m breit ist. Im Norden ist das Naturschutzgebiet lediglich 80 m breit, im Süden bei der Ortschaft Lohmühle reicht es aber bis zu 200 m weit den bewaldeten Hang hinauf. Parallel zur Wupper verläuft im Naturschutzgebiet eine ehemalige, eingleisige Eisenbahnstrecke der Wuppertalbahn und ein asphaltierter Fahrweg, der an drei Wohnhäusern endet und dann weiter als Wander-/Radweg geführt wird.

## Beschreibung
Im südöstlichen Teil des Naturschutzgebietes fließt die Wupper relativ naturnah, mäandernd im schotterigen Flussbett mit Unterwasservegetation, im nördlichen Teil – knapp unterhalb des Schutzgebietes – wird sie jedoch durch ein Wehr gestaut und verliert hier jegliche Fließdynamik. Der Wupperhang fällt in den flussnahen Bereichen steil bis schroff zur Wupper ab, stellenweise bilden natürliche Felsbereiche das Gewässerufer. Hervorzuheben sind auch markante Felsaufschlüsse. Der Hang ist mit Buchen- und Buchen-Eichenwälder mit größerem Alt- und Totholzanteil naturnah bestockt. Im Südteil steigt Gelände jenseits des Fahrweges bis auf ein Plateau um 80 m an. Das Gebiet wird von einem naturnahen Hainsimsen-Buchenwald und Eichenwald mit reichem Unterwuchs aus Stechpalme und Moorbirkenbeständen mit artenreicher Krautschicht geprägt, allerdings sind auch einige standortfremde Parzellen mit Lärche und Fichte bestockt. Das Naturschutzgebiet hat überregionale Bedeutung wegen seiner Funktion als Biotop-Verbundachse entlang der Wupper und ist Trittsteinbiotop für viele Tier- und Pflanzenarten, besonders für Wanderfischarten wie Lachs, Meerforelle und Äsche. Es ist als Teil des FFH-Gebietes Wupper östlich Wuppertal in das Natura 2000 Schutzgebiet-Netzwerk eingebunden.
An seltenen und bedeutsamen Pflanzenarten im Naturschutzgebiet sind hervorzuheben: Quirl-Weißwurz (Polygonatum verticillatum), Ährige Teufelskralle (Phyteuma spicatum) und Haken-Wasserstern (Callitriche hamulata). Folgende Tierarten sind im Gebiet heimisch und stehen unter besonderem Schutz: Eisvogel (Alcedo atthis), Wasseramsel (Cinclus cinclus), Gebirgsstelze (Motacilla cinerea), Ringelnatter (Natrix natrix) und Blauflügel-Prachtlibelle (Calopteryx virgo).

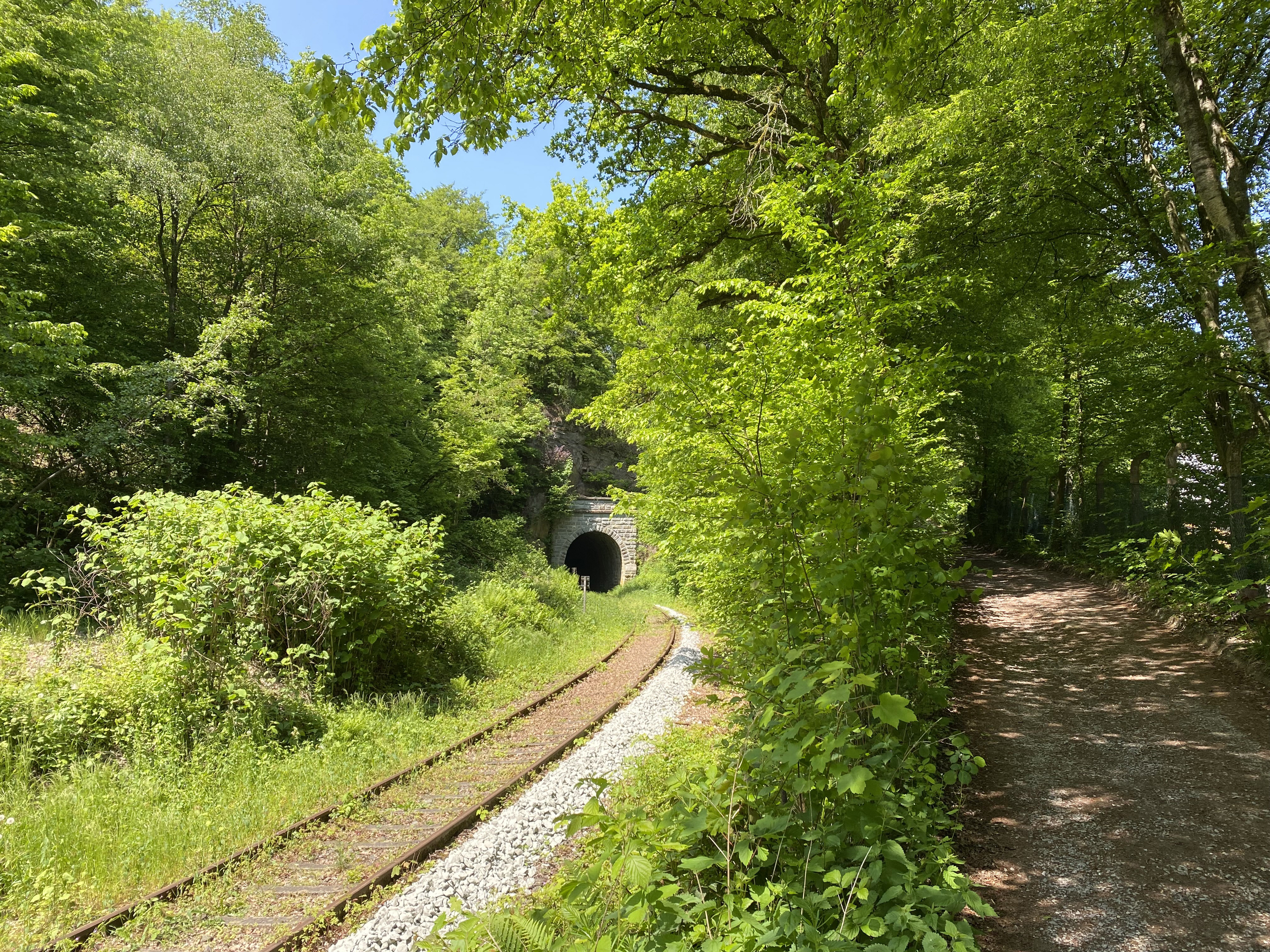
Ehemalige Eisenbahntrasse mit Tunnel (nördl. Ende des NSG)
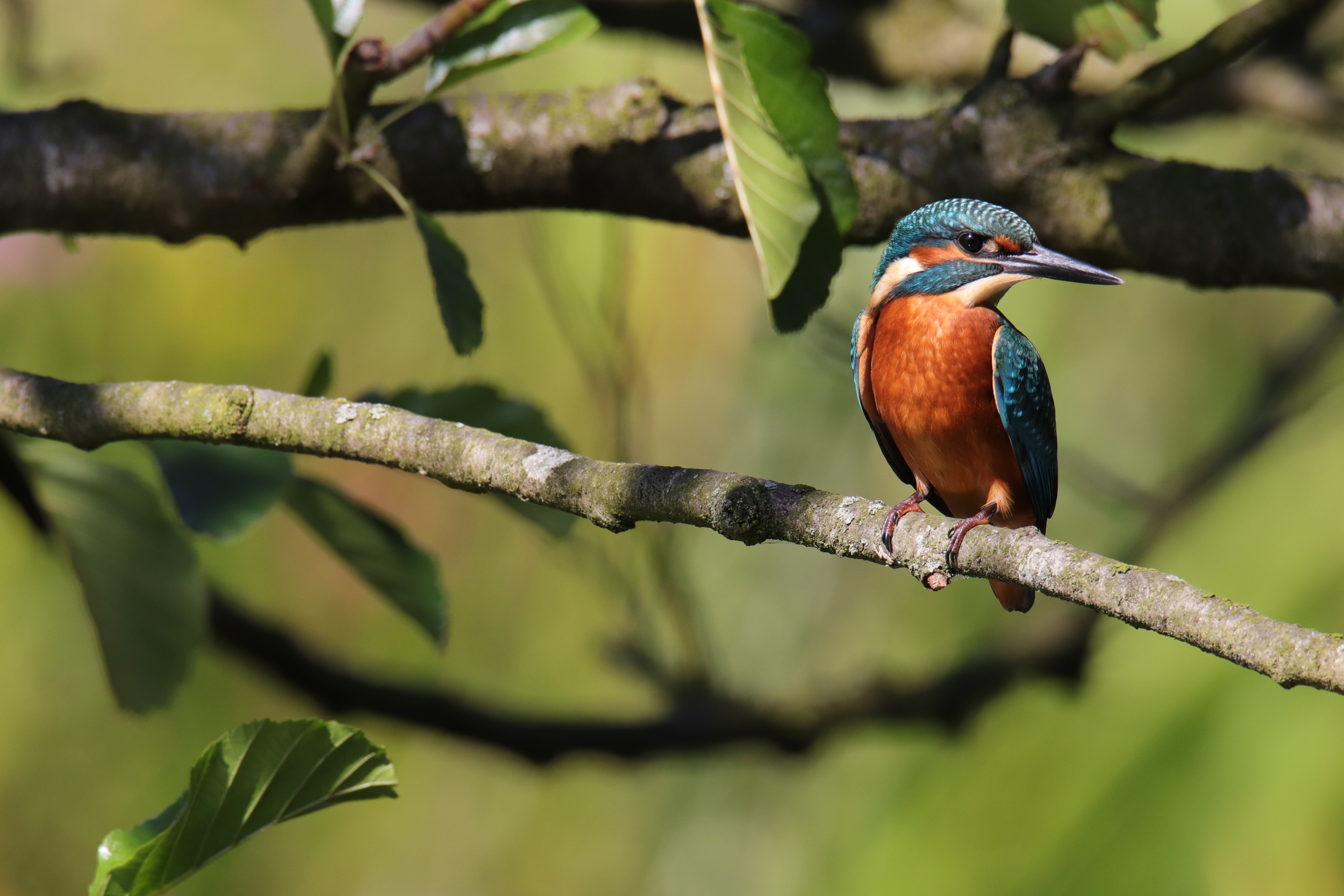
Eisvogel (Acledo atthis)
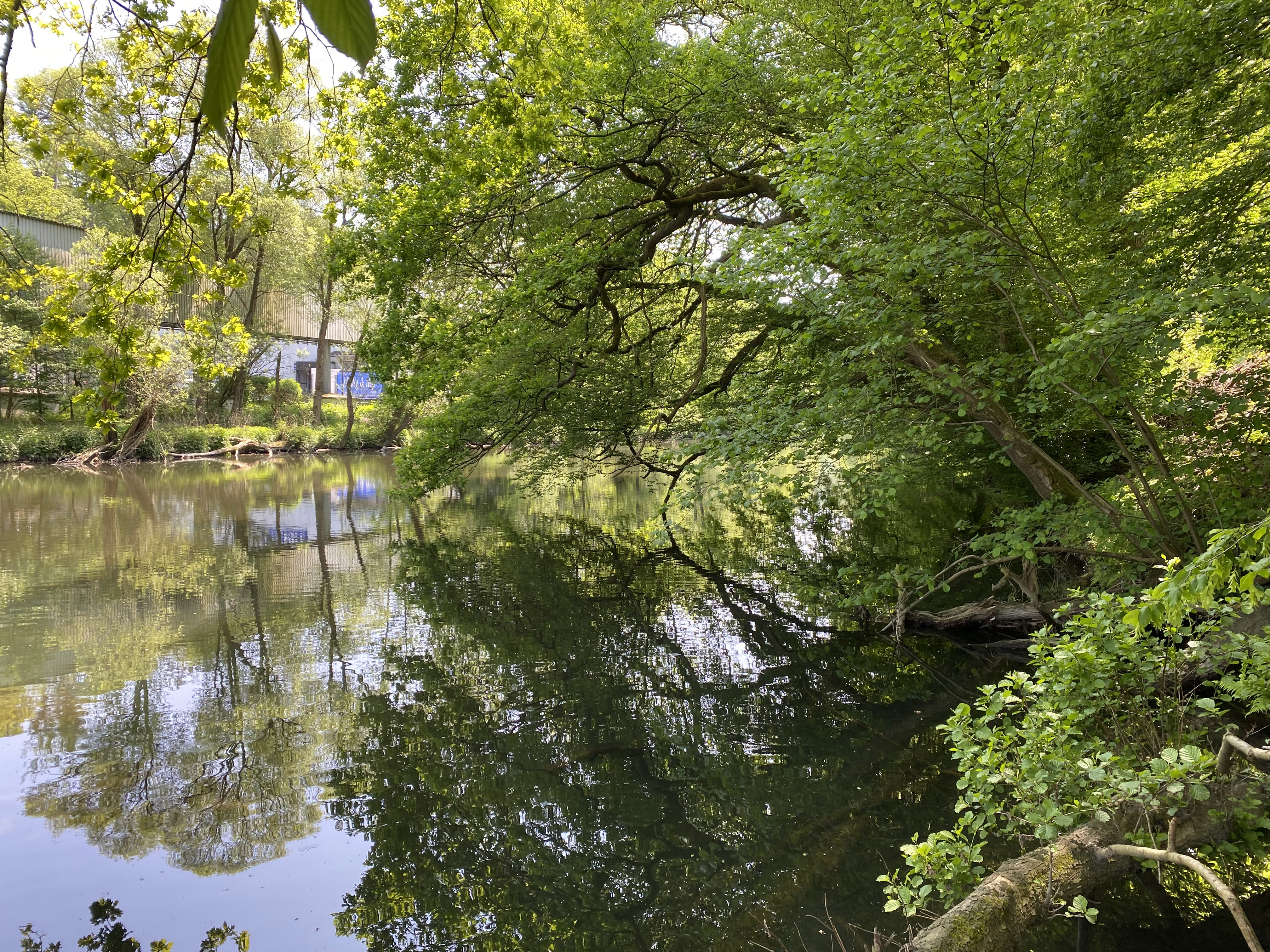
Gestaute Wupper im Nordteil des NSG
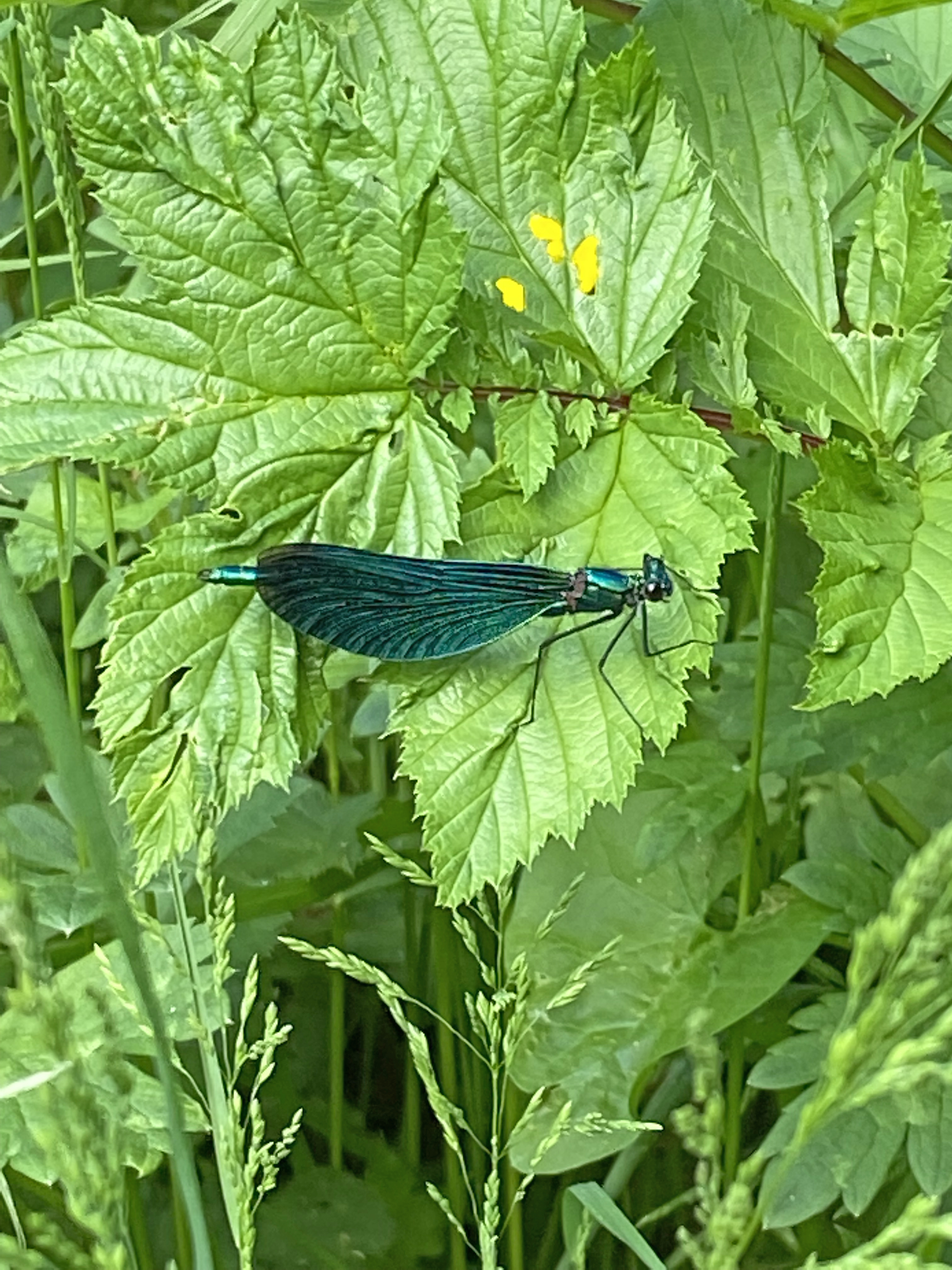
Blauflügel-Prachtlibelle (Calopteryx virgo)
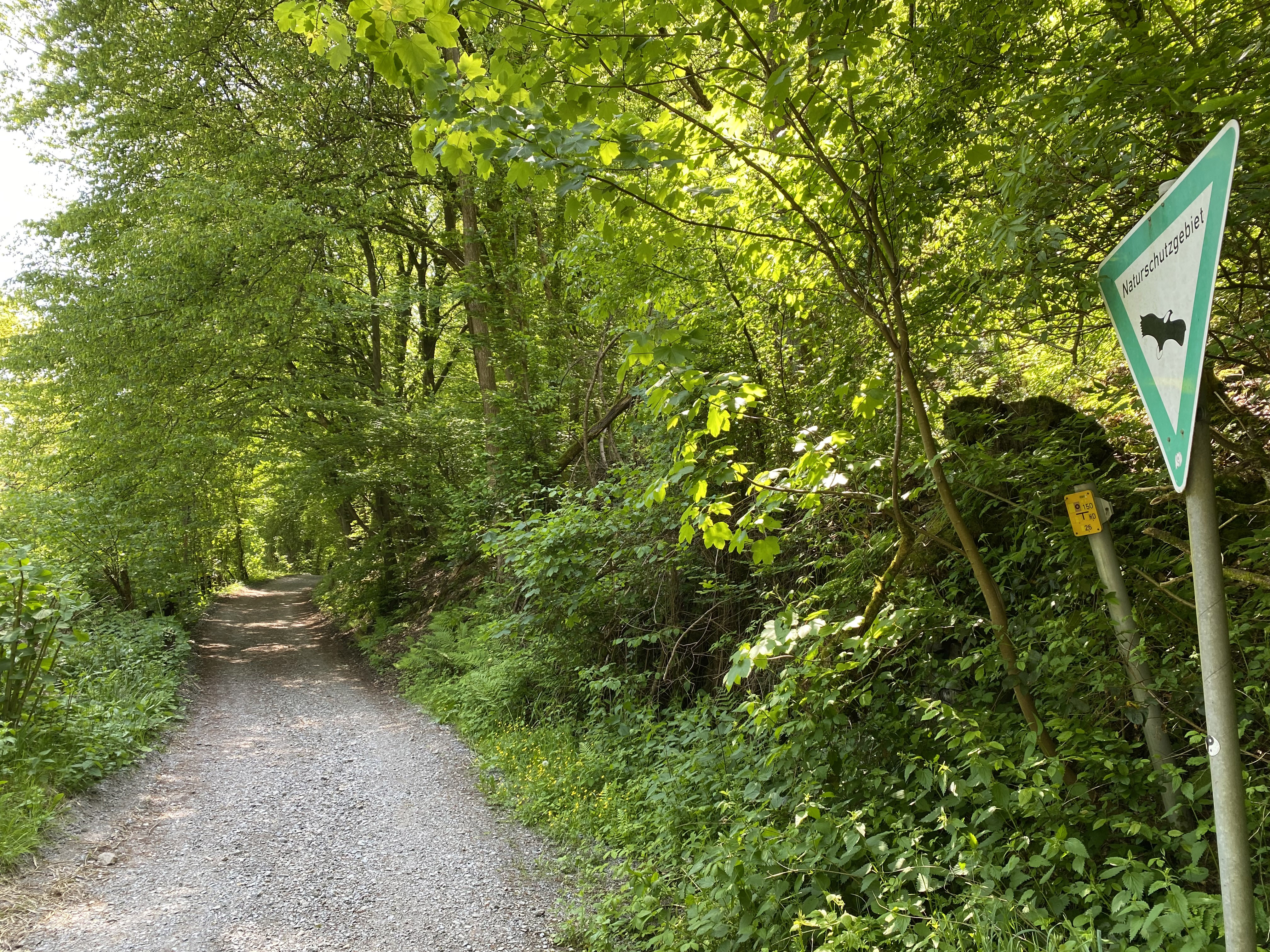
Wander-/Radweg am Wupper-Osthang
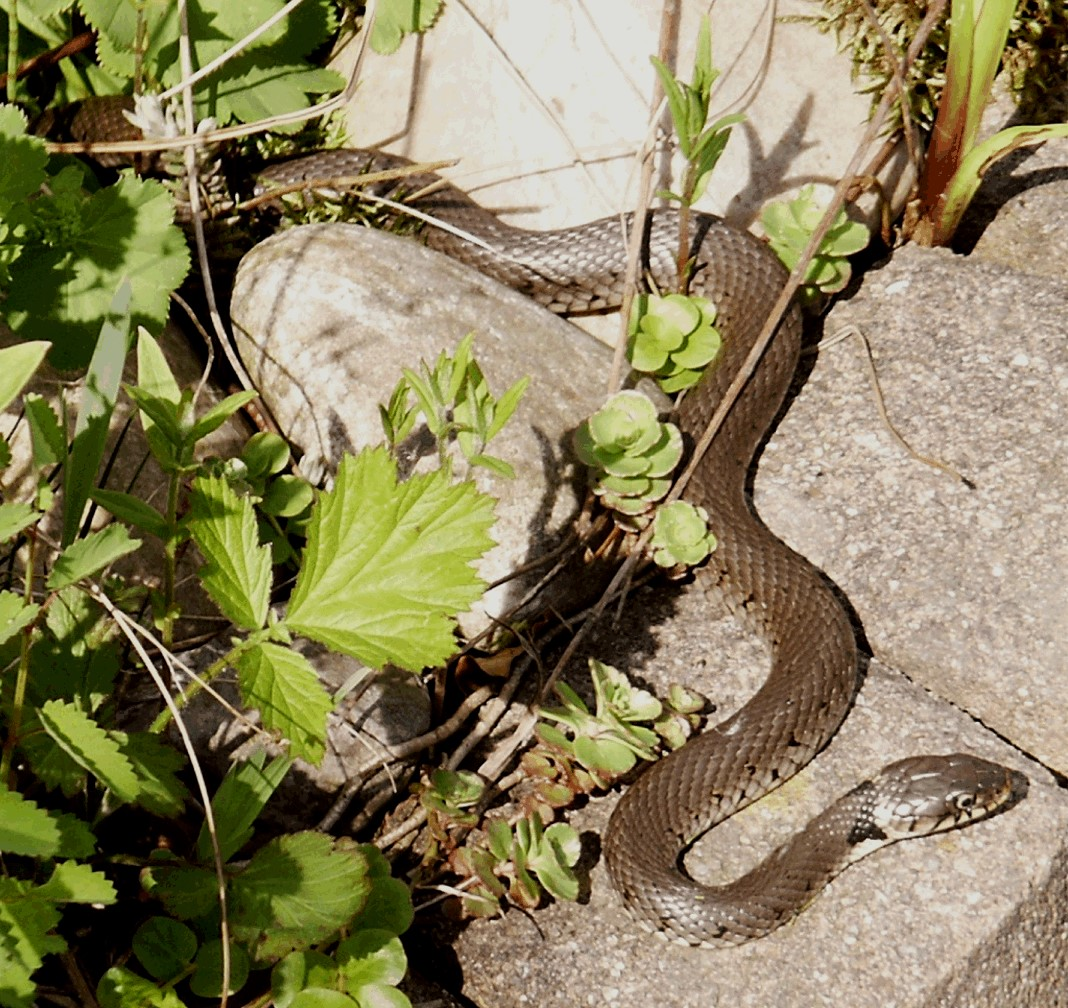
Ringelnatter (Natrix natrix)
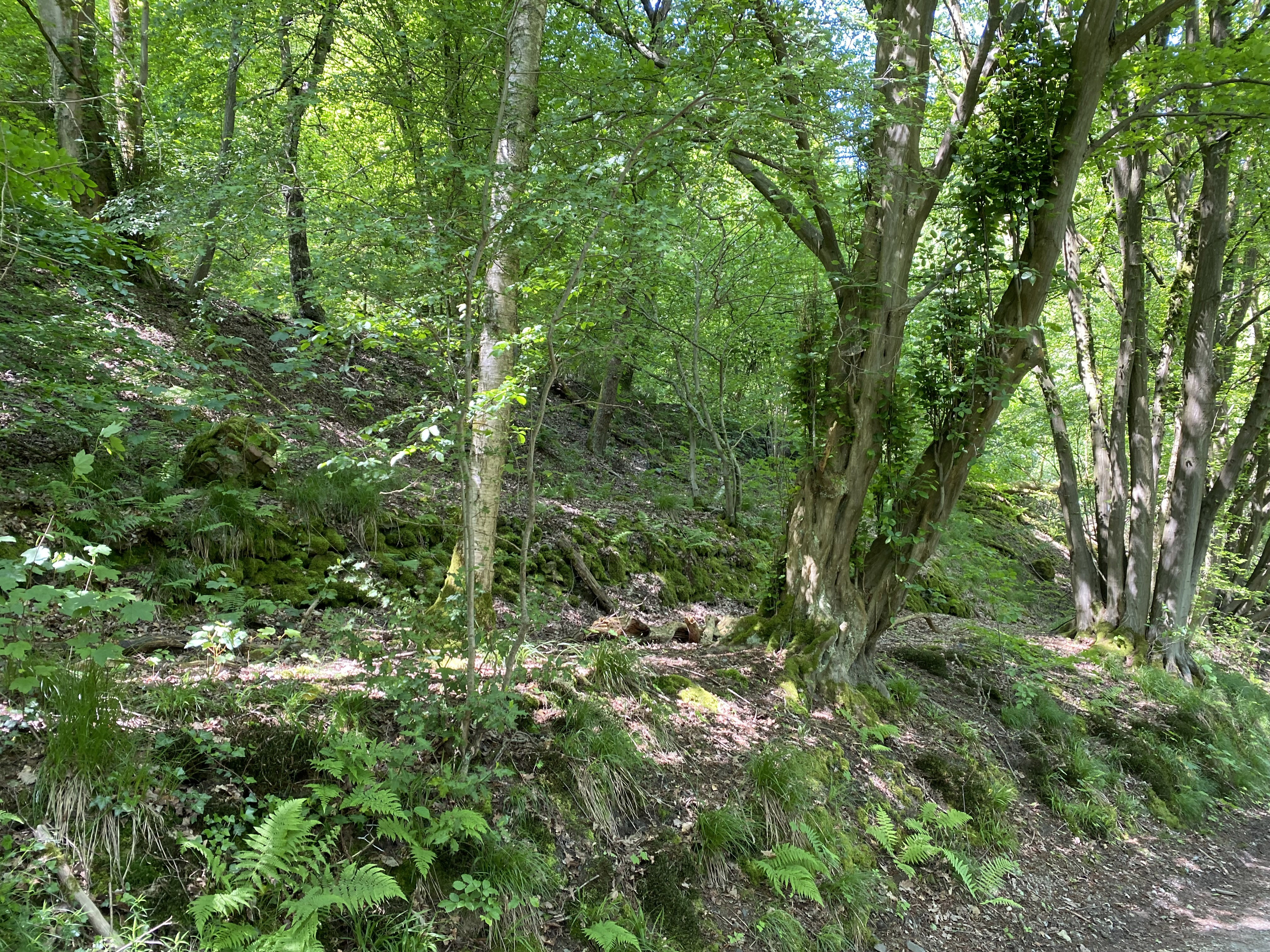
Wupperhang mit Altholz
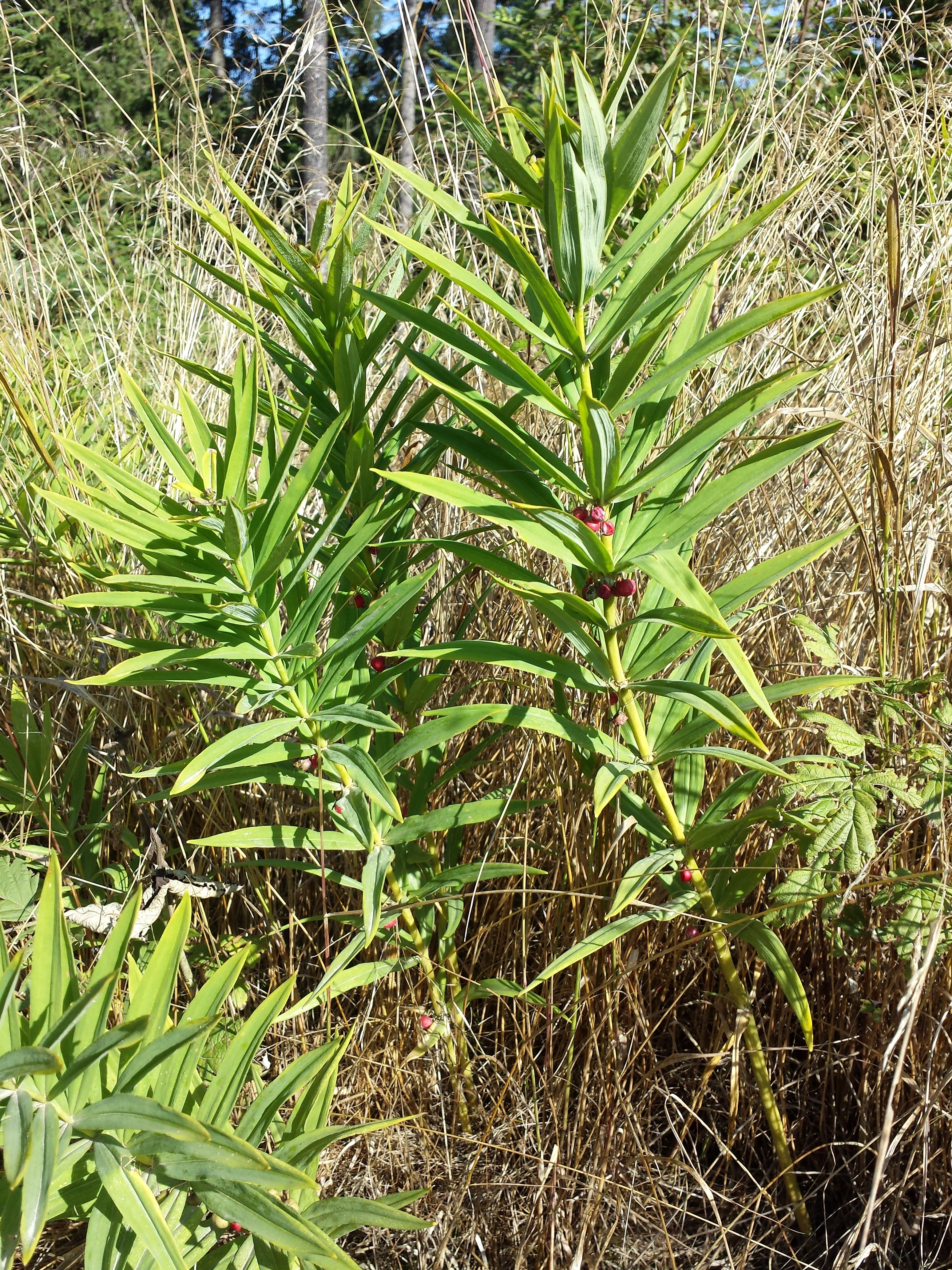
Quirl-Weißwurz (Polygonatum verticillatum)
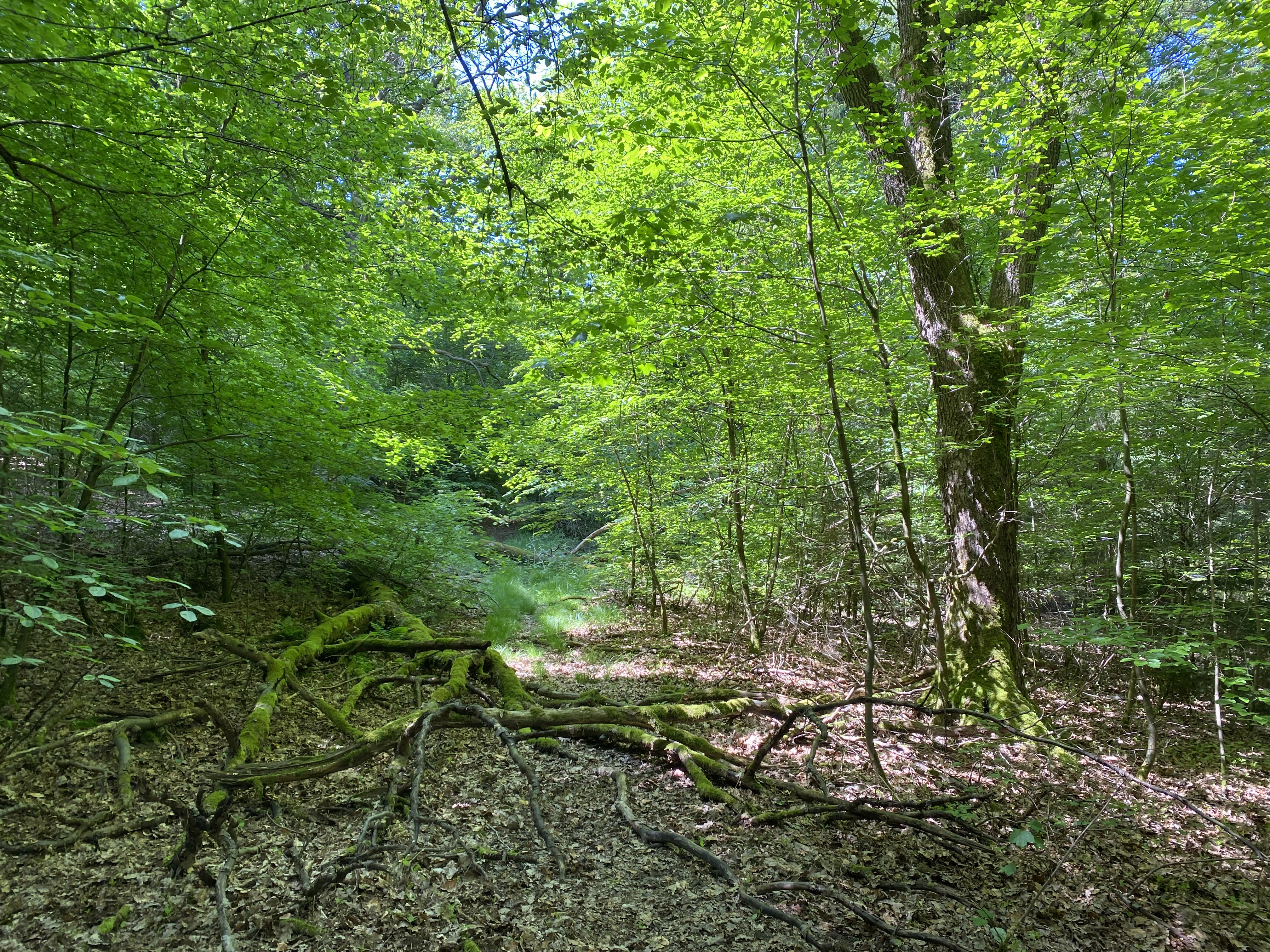
Buchenwald mit Totholz im Südteil des NSG
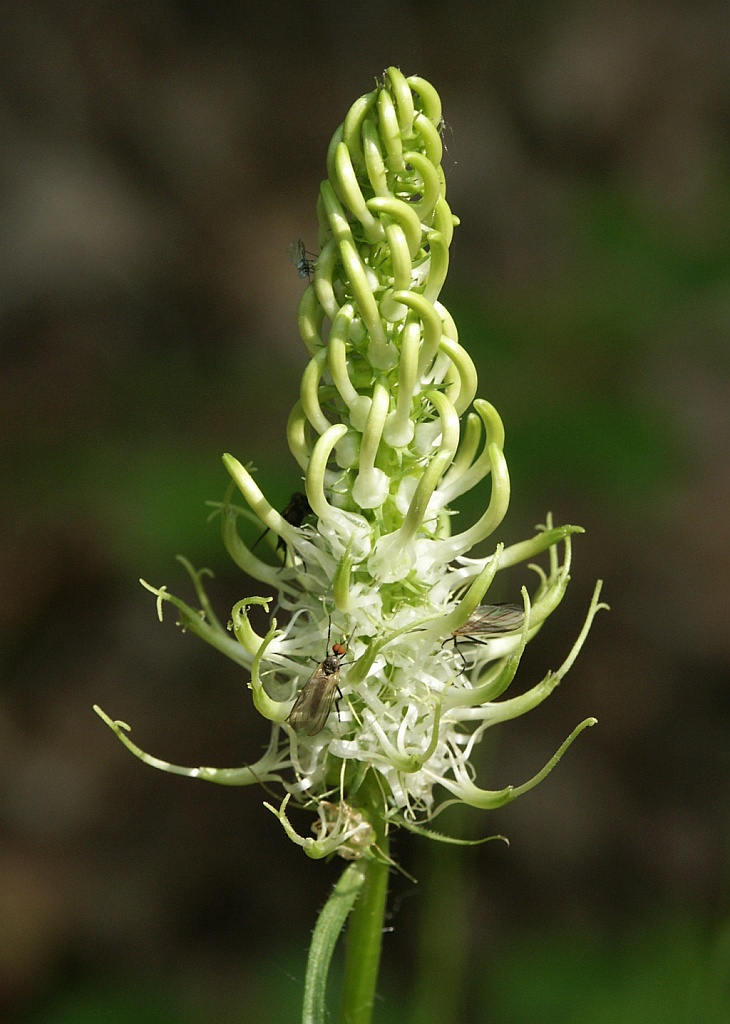
Ährige Teufelskralle (Phyteuma spicatum)